# Ньюлинская школа
Ньюлинская школа (корнск. Skol Lulyn, англ. Newlyn School) — образованная в 1880-х годах и просуществовавшая до начала XX столетия колония художников в рыбацкой деревушке Ньюлин и его окрестностях, близ Пензанса в Корнуолле, Англия.

## Общие сведения
Ньюлинская школа по своему стилистическому направлению близка к школе барбизонцев во Франции, и переняла у французов сеансы этюдной живописи на природе, под открытым небом пленэр. Как и подобные школы живописи в других странах (например, в Калифорнии), ньюлинская школа относится к творчеству постимпрессионистов.
В 1882 году, первым в будущей колонии, в Ньюлине селится художник Уолтер Лэнгли, который и считается основателем ньюлинской школы живописи. Вслед за ним сюда приезжает его друг Эдвин Харрис, а в 1883 — Ральф Тодд, Фредерик Холл, Фрэнк Брэмли, Томас Готч и в 1884 году Стэнхоуп Форбс. Вскоре после этого Форбс возглавляет группу (впоследствии его даже считали её основателем). В том же 1884 сюда приезжают Альберт Тайлер и Генри Скотт Тук. По сообщению местной ежедневной газеты «Корнишмен» (The Cornishman), к этому моменту в Ньюлине проживает уже 27 художников. В 1885 к ним присоединяются Перси Роберт Крафт и Элизабет Армстронг, и в 1886 — Норман Гарстин, который позднее становится одним из лидеров и теоретиков ньюлинской школы. С тем, чтобы произведения ньюлинских художников стали более доступны широкому зрителю, в 1887 году Томас Готч и некоторые другие открывают в Ньюлине картинную галерею (Newlyn Art Gallery), в которой экспонируются полотна представителей местной школы. В этом музее и сейчас можно увидеть богатую коллекцию мастеров-ньюлинцев. Также Готч помогает в создании школы прикладного искусства Newlyn Industrial Classes, где обучались местные подростки.
Ньюлин и его окрестности были столь привлекательны для художников по различным причинам: много света, недорогое проживание в сельской местности, прекрасные модели и виды на окрестности. На многих их картинах отображена жизнь и быт местных рыбаков, простоту и здоровый образ которой вызывала у многих восхищение. На некоторых также изображены трагедии, вызванные опасным морским промыслом.
Со временем ньюлинская школа стала настолько популярна, что между 1880 и 1900 годами здесь, на Корнуолле, живут и работают приблизительно 120 живописцев. В самом конце XIX века некоторые художники покидают Ньюлин, и в связи с этим Элизабет Армстронг-Форбс и её супруг Стэнхоуп Форбс в 1899 году основывают здесь «Ньюлинскую школу живописи» (Newlyn School of Painting). Благодаря этой школе Форбсы сумели вырастить и подготовить второе поколение художников-ньюлинцев. Одним из крупнейших представителей этого второго поколения становится Сэмюэл Джон Бёрч, прозванный Ламорна Бёрч, поселившийся в 1902 году в местечке Ламорна близ Ньюлина. Вскоре ему следуют многочисленные живописцы, и среди них Стэнли Гардинер, Гарольд Найт и Лаура Найт, создавшие «группу Ламорны» под руководством Сэмюэла Бёрча.

## Художники Ньюлинской школы
- Бёрч, Сэмюэл
- Брэмли, Фрэнк
- Гардинер, Джон Стэнли
- Гарстин, Норман
- Готч, Каролина
- Готч, Томас Купер
- Ингрэм, Уильям
- Крафт, Перси
- Лэнгли, Уолтер
- Майлард, Фредерик
- Маннингс, Альфред Джеймс
- Найт, Гарольд
- Найт, Лаура
- Проктер, Дод
- Тайлер, Альберт Шевалье
- Тодд, Ральф
- Тук, Генри
- Уолк, Энни
- Форбс, Стэнхоуп
- Форбс, Элизабет Адела (Элизабет Армстронг)
- Харви, Гарольд
- Харрис, Эдвин
- Холл, Фредерик
- Хэми, Чарльз Напье
- И другие

## Галерея

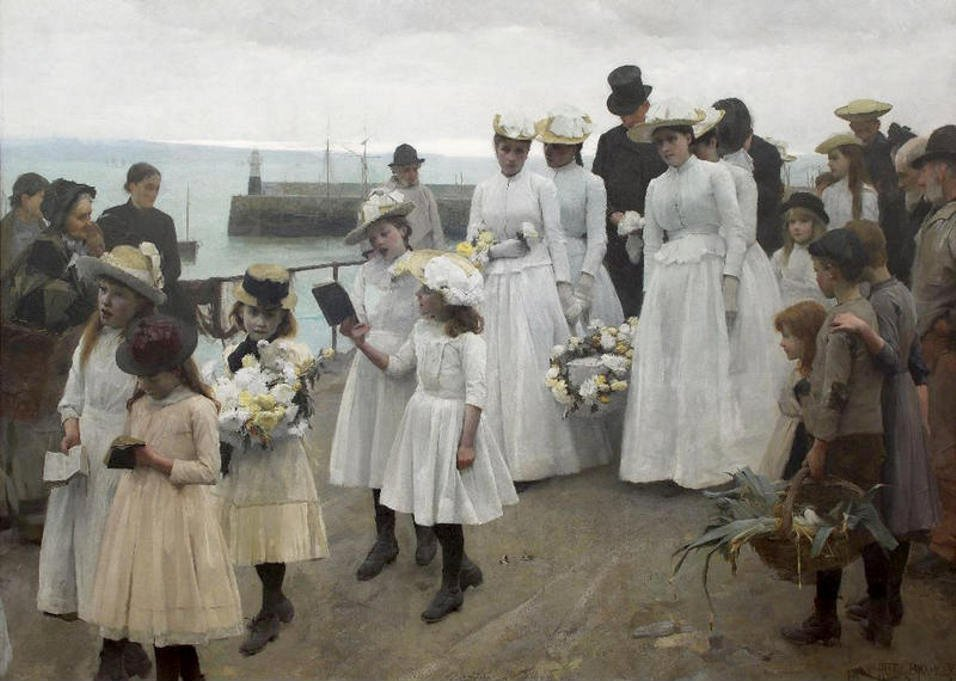
Фрэнк Брэмли. Небесное царство (1891)
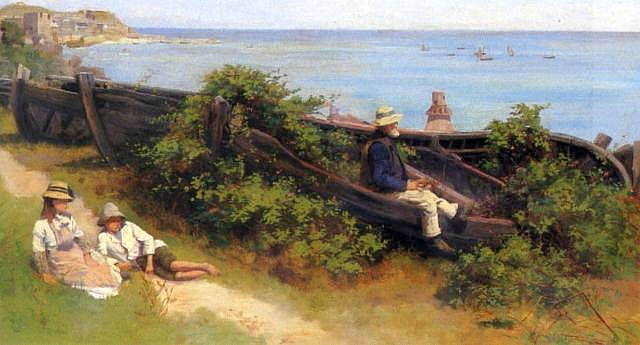
Перси Крафт. Ожидание рыбацких лодок (1887)
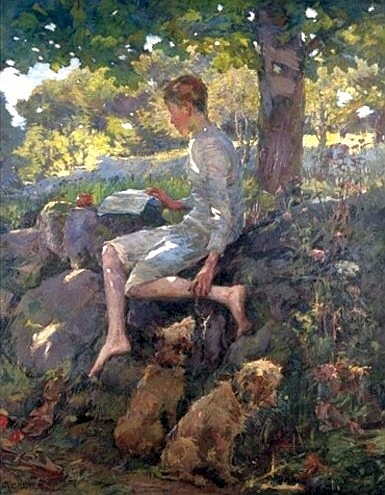
Элизабет Армстронг. Полдень в праздничный день
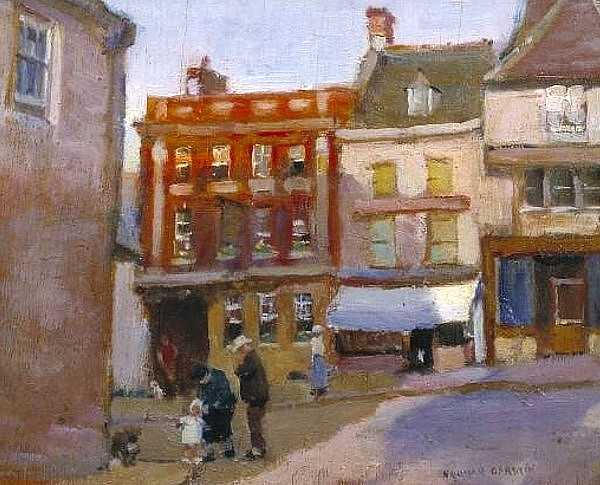
Норман Гарстин. Бычий отель (1916)
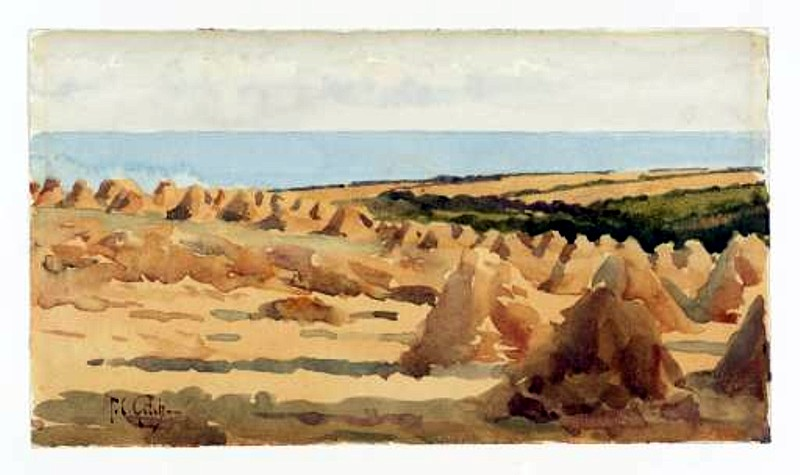
Томас Готч. Пшеничные поля вокруг Ламорны
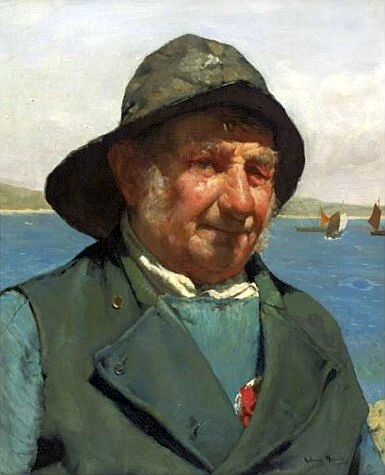
Эдвин Харрис. Старый морской волк
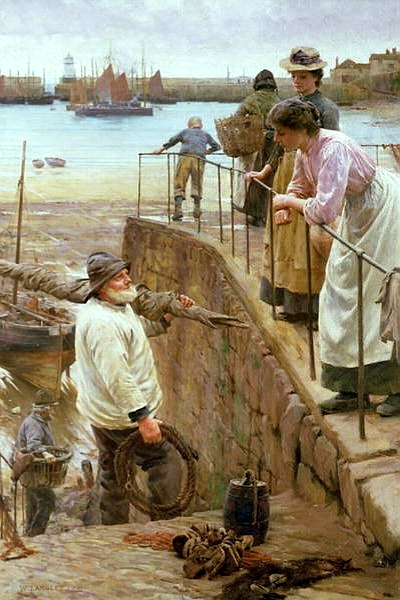
Уолтер Лэнгли. Между приливом и отливом (1901)
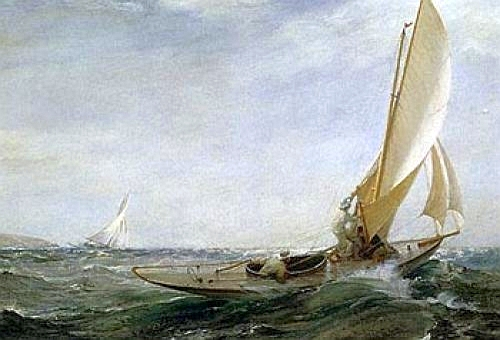
Чарльз Хэми. Сквозь море и воздух
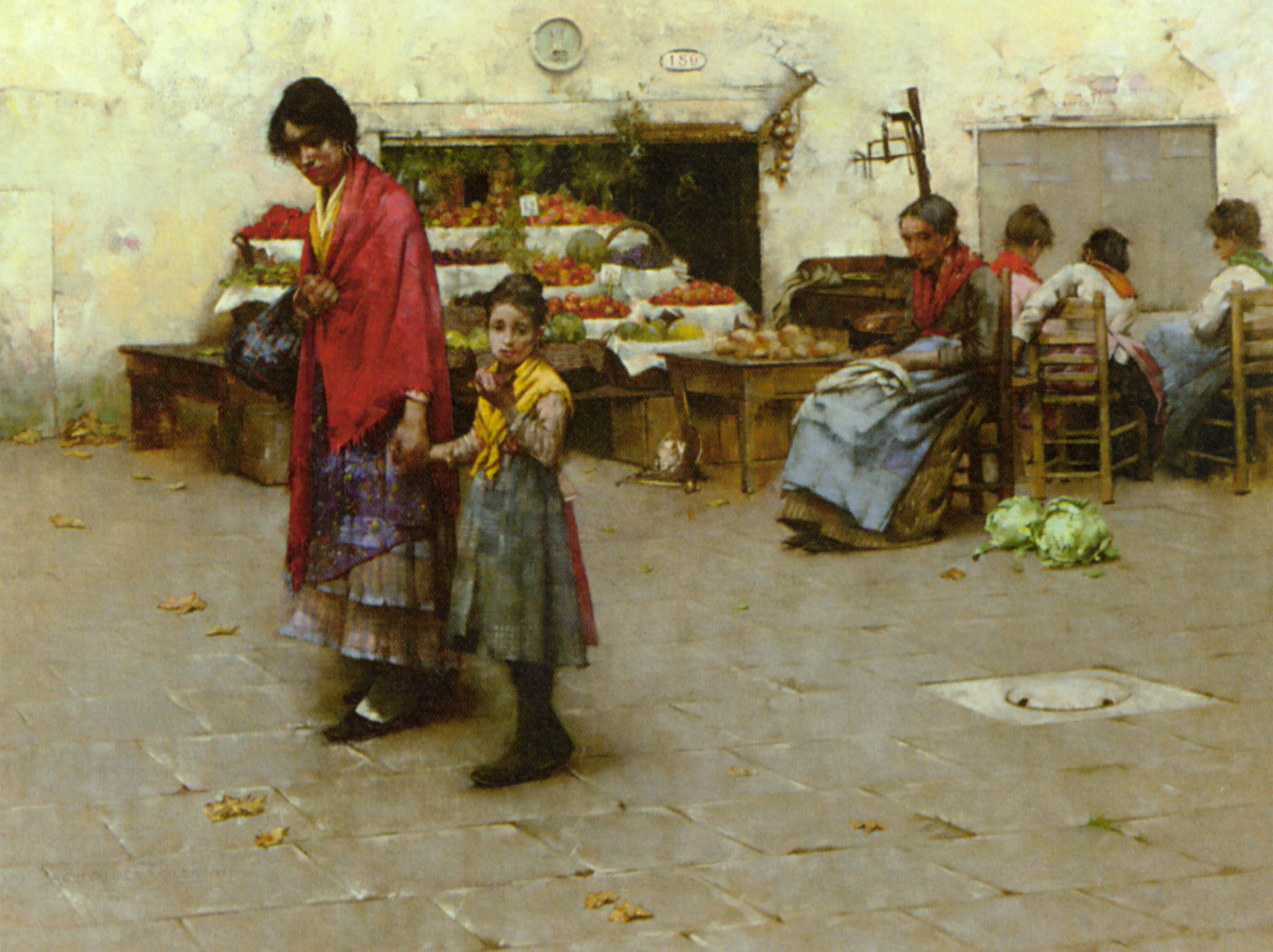
Альберт Тейлор. День на рынке (1887)
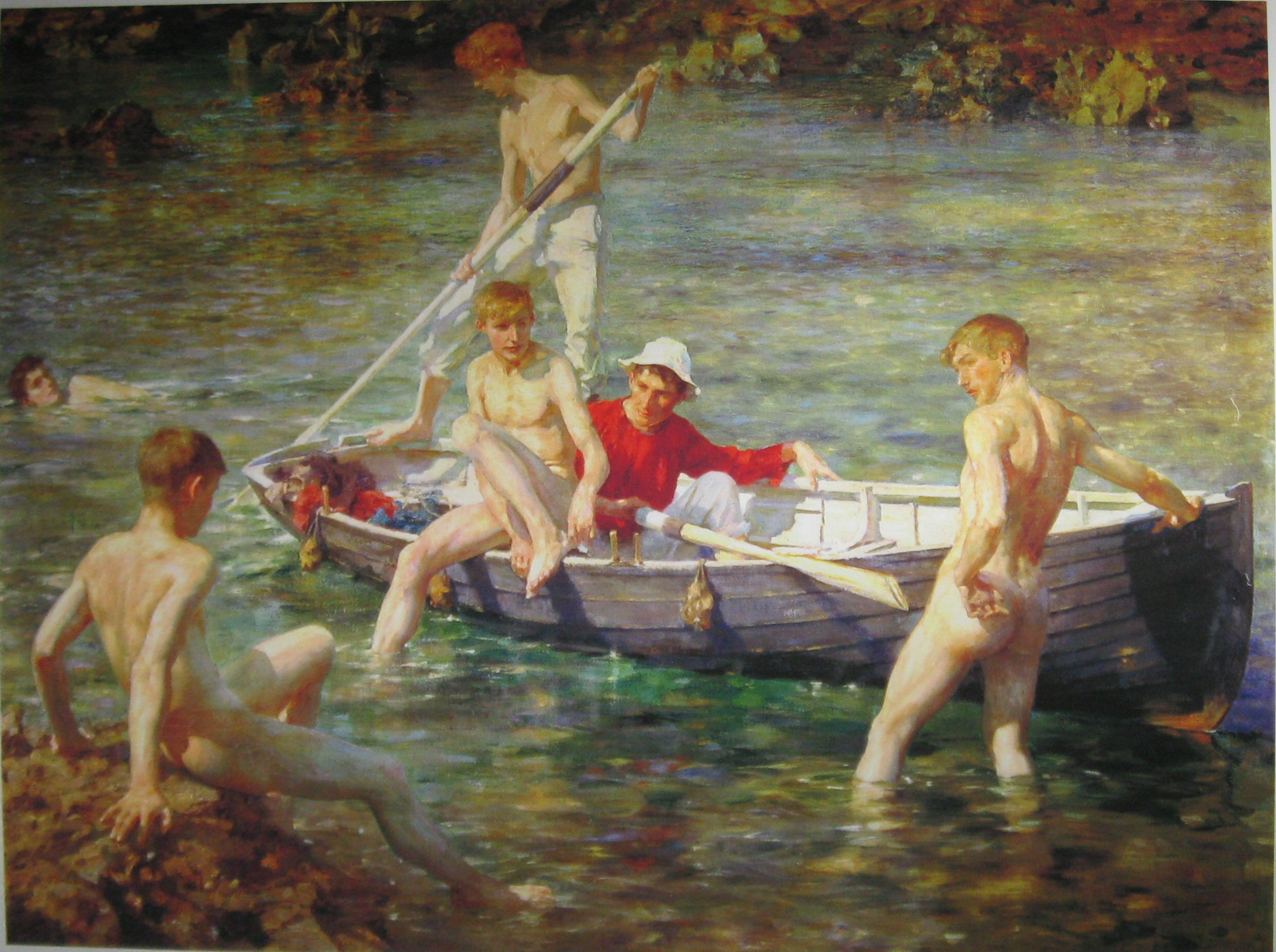
Генри Тук. Рубин, золото и малахит (1902)
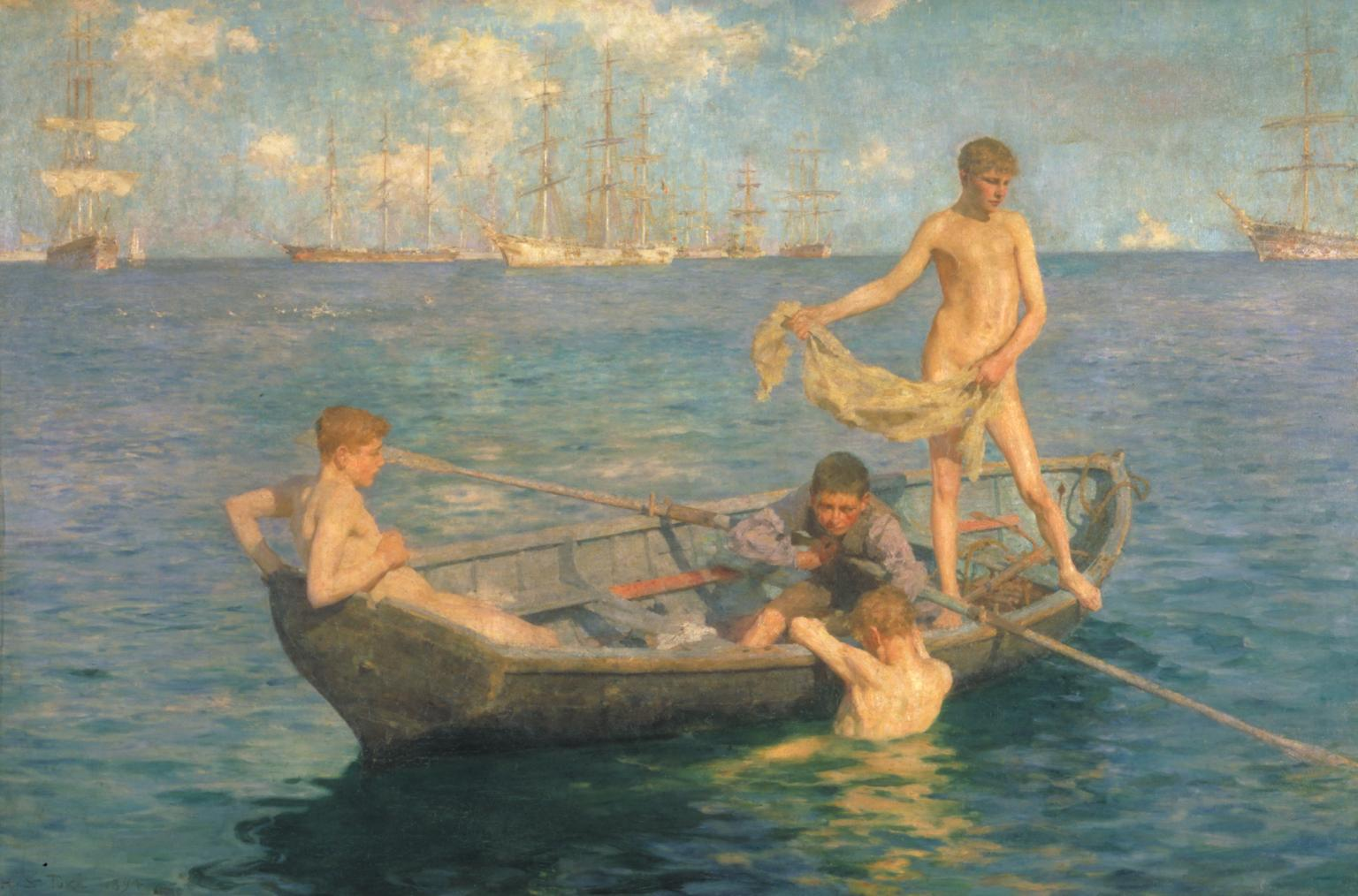
Генри Тук. Синева августа (1893).